# Elie Bacari
Elie Bacari (Treichville, 14 oktober 2003), is een Belgisch atleet, gespecialiseerd in het hordelopen. Hij nam eenmaal deel aan de Olympische Spelen en werd eenmaal Belgisch kampioen.

## Biografie
Bacari is een voormalig tienkamper, maar heeft besloten zich te concentreren op het hordelopen. Hij won in 2024 een zilveren medaille op de 60 horden tijdens de Belgische kampioenschappen indoor in Louvain-la-Neuve. Hij kwalificeerde zich dat jaar op dat nummer ook voor deelname aan de wereldkampioenschappen indooratletiek in Glasgow in maart. Later dat jaar nam hij op de 110 m horden  deel aan de Europese kampioenschappen in Rome. Hij kon zich met een persoonlijk record plaatsen voor de finale. Daarin werd hij gediskwalificeerd.
Bacari is lid van Daring Club Leuven Atletiek (DCLA).

## Belgische kampioenschappen
Indoor
| Onderdeel   | Jaar |
| ----------- | ---- |
| 60 m horden | 2025 |

## Persoonlijke records
Outdoor
| Onderdeel    | Prestatie | Wind     | Datum           | Plaats  |
| ------------ | --------- | -------- | --------------- | ------- |
| 100 m        | 10,69 s   | -0,9 m/s | 1 augustus 2022 | Cali    |
| 110 m horden | 13,34 s   | -0,9 m/s | 18 mei 2025     | Brussel |

Indoor
| Onderdeel   | Prestatie   | Datum            | Plaats           |
| ----------- | ----------- | ---------------- | ---------------- |
| 60 m        | 6,83 s      | 11 februari 2023 | Louvain-la-Neuve |
| 60 m horden | 7,51 s (NR) | 19 januari 2025  | Luxemburg        |

## Palmares

### 110 m horden
- 2023: 3e in ½ fin. EK U23 in Espoo - 13,94 s
- 2024: DQ in fin. EK in Rome (13,44 s in ½ fin.)
- 2024:   BK AC - 13,43 s
- 2025: 7e herkansingen OS in Parijs - 14,13 s

### 60 m horden
- 2024:  BK indoor AC – 7,72 s
- 2024: 3e in ½ fin. WK indoor in Glasgow - 7,58 s
- 2025:  BK indoor AC – 7,59 s
- 2025: 7e in ½ fin. EK indoor in Apeldoorn - 7,75 s (in serie 7,51 s)

### Tienkamp
- 2022: 20e WK U20 in Cali – 6585 p

## Onderscheidingen
- 2024: Gouden Spike voor beste belofte